# اخلیا
اخلیا (به لاتین: Akhelia) یک منطقهٔ مسکونی در قبرس است که در ناحیه پافوس واقع شده‌است.

## خصوصیات
اخلیا ۱۱۳ نفر جمعیت دارد.